# Мецениле
Мецениле (итал. Mezzenile) је насеље у Италији у округу Торино, региону Пијемонт.
Према процени из 2011. у насељу је живело 610 становника. Насеље се налази на надморској висини од 647 м.

## Становништво
Према резултатима пописа становништва 2011. у општини је живело 834 становника.
| 1936. | 1951. | 1961. | 1971. | 1981. | 1991. | 2001. | 2011. |
| ----- | ----- | ----- | ----- | ----- | ----- | ----- | ----- |
| 1.885 | 1.540 | 1.309 | 1.195 | 1.018 | 917   | 900   | 834   |